# Raimondo D'Inzeo
Raimondo D'Inzeo (Poggio Mirteto, 8 de fevereiro de 1925 - Roma, 15 de novembro de 2013) foi um ginete e major italiano, especialista em saltos, campeão olímpico e mundial. 

## Carreira
Raimondo D'Inzeo representou seu país nos Jogos Olímpicos de 1948, 1952, 1956, 1960, 1964, 1968, 1972 e 1976, na qual conquistou a medalha de ouro nos salto individual em 1960.